# Gran Desierto de Altar

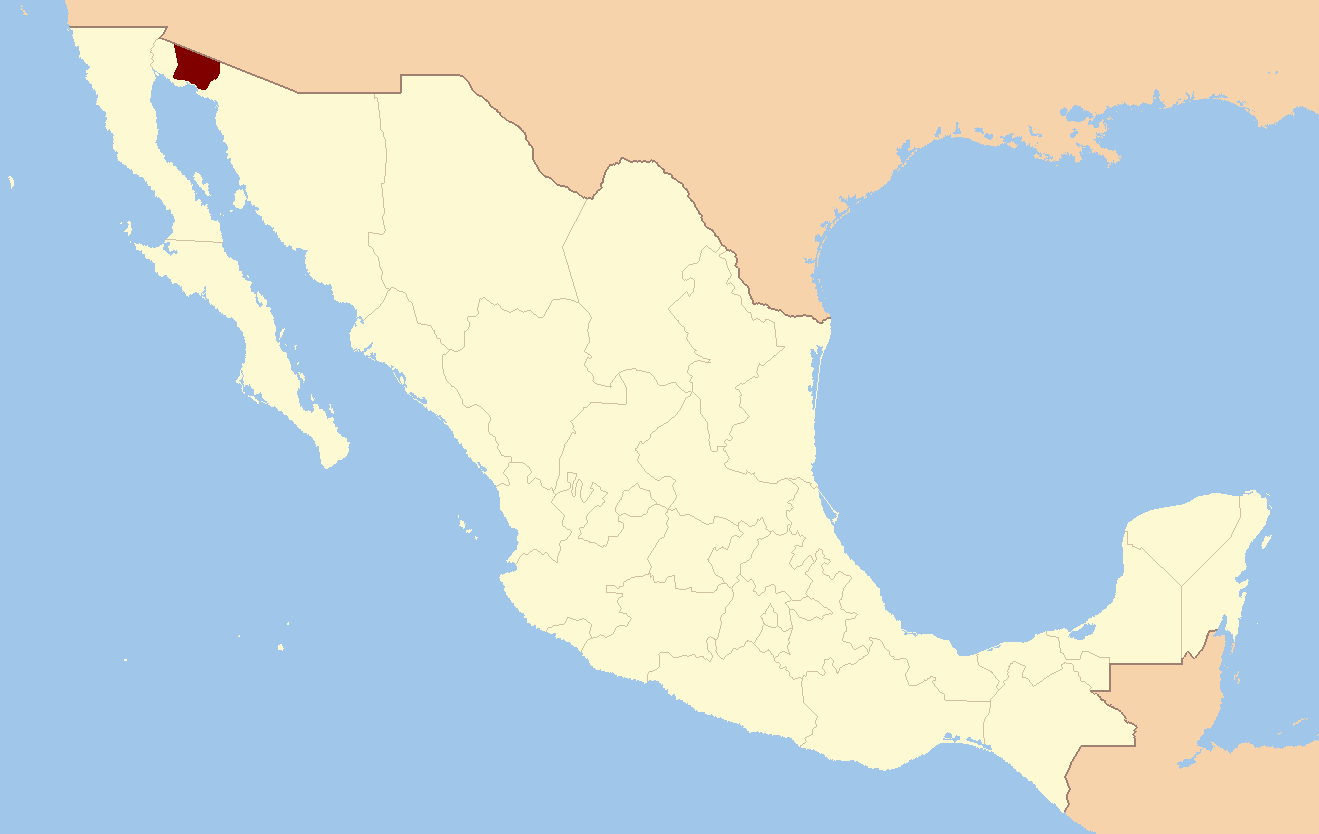
Localizzazione del Gran Desierto de Altar, nello Stato di Sonora, nella parte nord-occidentale del Messico.

Il Gran Desierto de Altar è una delle più importanti sub-ecoregioni del deserto di Sonora, situato nello Stato di Sonora, nella parte nord-occidentale del Messico. Include l'unica regione attiva dell'America del Nord nella formazione di dune sabbiose di un'area a erg.
Il deserto si estende attraverso molta parte del confine settentrionale del golfo di California, raggiungendo una lunghezza di oltre 100 km da est a ovest e di 50 km da nord a sud. Costituisce la più vasta area naturale selvaggia all'interno del deserto di Sonora. La porzione orientale dell'area contiene la regione vulcanica della Sierra del Pinacate e assieme a questa forma la riserva della Biosfera di El Pinacate e Gran Deserto di Altar, considerato dall'UNESCO come patrimonio dell'umanità.

## Caratteristiche

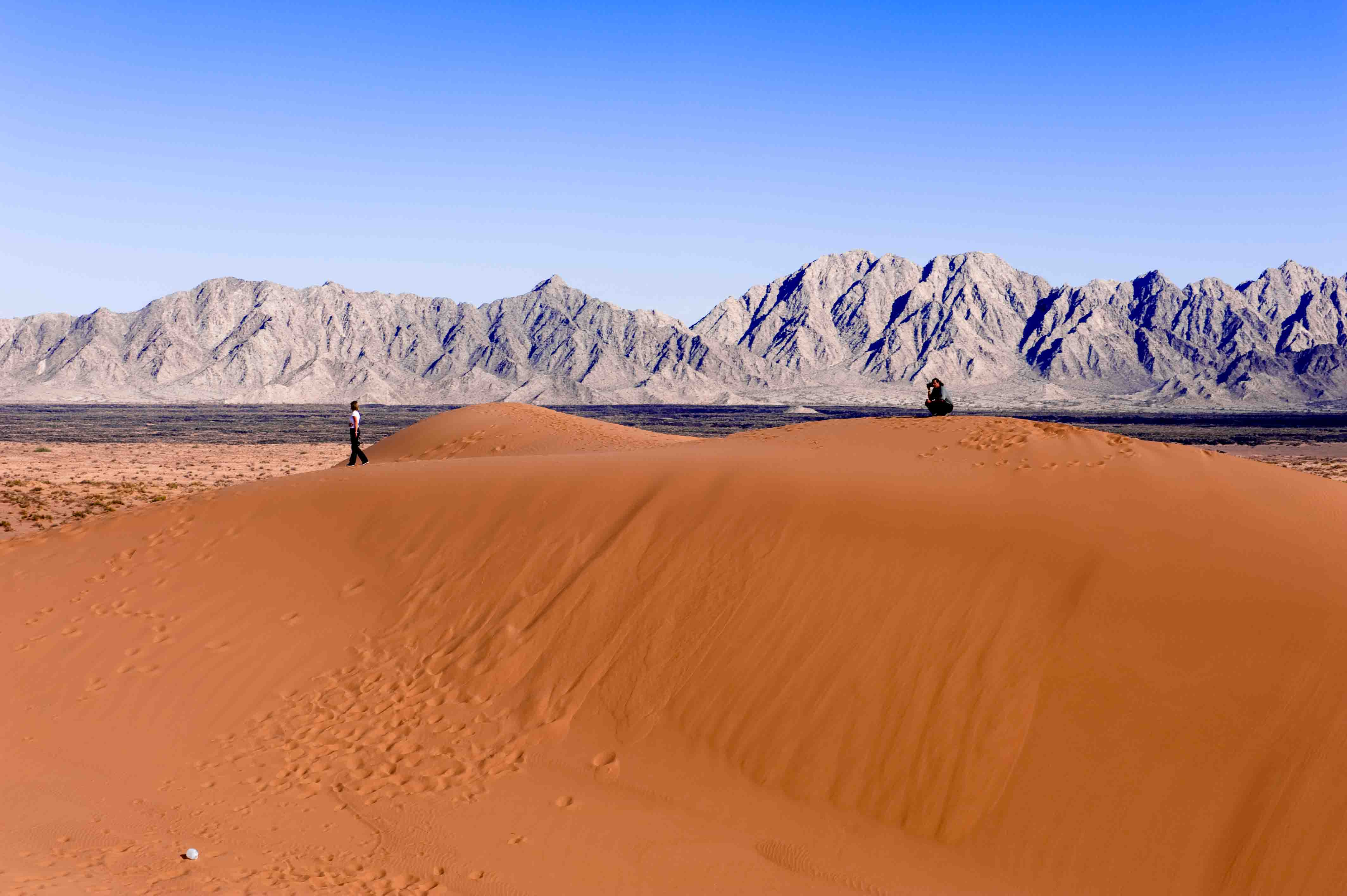
Dune di sabbia nella riserva della Biosfera di El Pinacate e Gran Deserto di Altar.

Il Gran Desierto copre approssimativamente un'area di 5700 km², la maggior parte dei quali si trovano nello Stato messicano di Sonora. Il bordo più settentrionale del deserto si sovrappone all'Organ Pipe Cactus National Monument e al Cabeza Prieta National Wildlife Refuge che si trovano nella parte sudoccidentale dell'Arizona, negli Stati Uniti d'America. Le vaste distese di dune hanno dimensioni che vanno da meno di un chilometro a una dozzina di Km, con un volume di sabbia di circa 60 km³. La maggior parte di questa sabbia è stata trasportata qui durante il Pleistocene dal fiume Colorado, che scorreva in quest'area circa 120.000 anni fa. Il delta fluviale migrò poi verso ovest in concomitanza con la formazione di faglie trasformi e rift associate con l'apertura del Salton Trough e del golfo di California.